# 7818 Muirhead
7818 Muirhead è un asteroide areosecante. Scoperto nel 1990, presenta un'orbita caratterizzata da un semiasse maggiore pari a 2,3413323 UA e da un'eccentricità di 0,3485748, inclinata di 21,75483° rispetto all'eclittica.